# Pussy Riot (film)
Pussy Riot (Pussy Riot: a Punk Prayer) è un film-documentario del 2013 diretto da Mike Lerner e Maxim Pozdorovkin. Il film segue le vicende giudiziarie delle Pussy Riot, un collettivo riot grrrl, punk rock e femminista moscovita noto per le sue posizioni politiche avverse a Vladimir Putin e salito agli onori della cronaca nel febbraio del 2012, in occasione della loro esibizione presso la più importante cattedrale ortodossa di Mosca, la cattedrale di Cristo Salvatore.

## La trama
Nell'inverno del 2012, dopo controverse elezioni, Putin si è insediato per la terza volta al Cremlino come presidente della Federazione Russa. Per risposta, centinaia di migliaia di cittadini sono scesi in piazza in tutto il Paese per contestare la legittimità del suo governo. Tra la folla si è distinto un coloratissimo e arrabbiatissimo gruppo di giovani punk rocker radicali femministe, meglio conosciute come Pussy Riot. Alcuni membri del gruppo, armate di passamontagna colorati, calze, abiti estivi e strumenti musicali, sono entrate nella cattedrale più importante di Mosca e dell'intera nazione e hanno dato vita a un concerto punk estremo. Il ritornello dell'unica canzone che sono riuscite a cantare prima di essere fermati recitava: "Madre Maria, Bandisci Putin!".
Nel giro di poche ore tre delle ragazze protagoniste dell'esibizione (Nadezhda Tolokonnikova, Marija Alëchina e Ekaterina Samucevič) si sono ritrovate in carcere, imputate in un processo diventato uno show mediatico di proporzioni internazionali. Il documentario, che riproduce nello stile l'estetica DIY del collettivo, ripercorre le loro performance, gli scandali, il carcere, le polemiche internazionali, allargando l'obiettivo alla Russia di oggi e alle sue mutate istanze politiche.

## Distribuzione
Nel gennaio del 2013, il film è stato distribuito in Gran Bretagna dalla Roast Beef Productions. Il titolo di lavorazione era Show Trial: The Story of Pussy Riot; successivamente è stato distribuito con il titolo Pussy Riot: A Punk Prayer. È stato presentato in anteprima al Sundance Film Festival del 2013 e dopo la proiezione Yekaterina Samutsevich, una delle tre protagoniste, ha risposto alle domande del pubblico via Skype. Al Sundance, il film ha vinto il World Cinema Documentary Special Jury Award per il suo "spirito punk".
Nel dicembre del 2013, l'anteprima russa del film fu bloccata dal Dipartimento della cultura di Putin.
Il film è stato distribuito in Italia il 12 dicembre 2013.
Il film era in lizza per la nomination agli Oscar 2014, ma alla fine non è stato incluso nella lista finale dei candidati.